# Madame X (1920)
Madame X is een Amerikaanse dramafilm uit 1920 onder regie van Frank Lloyd. Het scenario is gebaseerd op het toneelstuk La Femme X (1908) van de Franse toneelschrijver Alexandre Bisson. Destijds werd de film in Nederland uitgebracht onder de titel De onbekende vrouw.

## Verhaal
Jacqueline Floriot wordt gedwongen tot een zwerversbestaan, als ze door haar man Louis uit afgunst op straat wordt gezet. Twintig jaar later keert ze van Buenos Aires terug naar Frankrijk, omdat ze gelooft dat haar zoon Raymond is overleden. Ze wordt bij haar terugkeer geholpen door de crimineel Laroque. Als hij erachter komt dat de echtgenoot van Jacqueline een vermogend man is, bekokstooft hij een plan om hem te beroven. Om Louis voor het geweld te behoeden vermoordt ze Laroque en zijn trawanten. Jacqueline wordt opgepakt op verdenking van moord. Tijdens de rechtszaak komt ze erachter dat Raymond nog leeft en dat hij de advocaat van de verdediging is.

## Rolverdeling
| Acteur             | Personage          |
| ------------------ | ------------------ |
| Pauline Frederick  | Jacqueline Floriot |
| William Courtleigh | Louis Floriot      |
| Casson Ferguson    | Raymond Floriot    |
| Maude Louis        | Rose Dubois        |
| Hardee Kirkland    | Dokter Chessel     |
| Alan Roscoe        | Cesaire Noel       |
| John Hohenvest     | Mijnheer Valmorin  |
| Correan Kirkham    | Helene Valmorin    |
| Sidney Ainsworth   | Laroque            |
| Lionel Belmore     | Robert Parissard   |
| Willard Louis      | Mijnheer Merival   |
| Cesare Gravina     | Victor             |
| Maude George       | Marie              |